# Ferrocarril Metro–North
El Metro-North Commuter Railroad Company, o en español como la Compañía Ferroviaria de Cercanías Metro North cotizada en la bolsa como MTA Metro-North Railroad, o, más común como,  Metro-North, es un tren de cercanías suburbano operado y propiedad de la Autoridad Metropolitana del Transporte (MTA), una autoridad del estado de Nueva York. El Metro-North opera entre la ciudad de Nueva York hasta su terminal norte en Nueva York y Connecticut, al igual que otras regiones, incluyendo, en conjunto con el New Jersey Transit, de Nueva Jersey. La mayoría de los trenes tienen su terminal en su línea respectivas; los servicios locales de esta empresa, funcionan en, Port Jervis, Spring Valley, Poughkeepsie, y Wassaic en Nueva York; New Canaan, Danbury, Waterbury y New Haven en Connecticut. El Metro-North también provee servicio local dentro de los límites de la ciudad de Nueva York pero a un precio más reducido.
La MTA, que también opera los autobuses y ferrocarriles de la Autoridad de Tránsito de Nueva York, al igual que el Ferrocarril de Long Island, también tiene jurisdicción en el Metro-North, para el uso de las líneas ferroviarias en las zonas occidental y oriental del río Hudson en el Estado de Nueva York. El servicio en el lado occidental del Hudson, en Nueva Jersey, es operado por el Tránsito de Nueva Jersey en virtud de un contrato con la MTA. Al norte de la línea del estado de Nueva Jersey, la parte occidental del Hudson es parte del Estado de Nueva York, y también está bajo la jurisdicción del Metro-North. La red ferroviaria cuenta con 120 estaciones.